# Scheiblingkirchen-Thernberg
Scheiblingkirchen-Thernberg är en kommun  i Österrike. Den ligger i distriktet Neunkirchen i förbundslandet Niederösterreich, 60 kilometer söder om huvudstaden Wien. Kommunens huvudort är Scheiblingkirchen.
Kommunen består av fem orter (Ortschaften) (inom parentes invånarantal 1 januari 2024):
- Gleißenfeld (496)
- Reitersberg (67)
- Scheiblingkirchen (640)
- Thernberg (649)
- Witzelsberg (75)